# フランシス・チャーチ

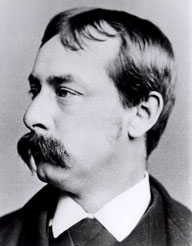
フランシス・チャーチ

フランシス・ファーセルス・チャーチ（Francis Pharcellus Church, 1839年2月22日 - 1906年4月11日）は、アメリカの新聞記者。8歳の少女が新聞社に送った“サンタクロースっているんでしょうか?”という投書に対して答えた社説を執筆したことで有名である。

## 生涯
ニューヨーク州ロチェスターに生まれる。父、兄も出版人として活動し、父のファーセルスは牧師のかたわら『ニューヨーク・クロニクル』紙を創刊し、兄のウィリアムは1863年に『陸軍・海軍ジャーナル』誌、1866年に『ギャラクシー』誌を創刊している。フランシスは兄が2つの雑誌を創刊する際にそれを手伝っている。1859年にコロンビア大学を卒業した。
南北戦争時に『ニューヨーク・タイムズ』の戦争特派員として従軍した。その後、上述の2誌の立ち上げに関わり、ギャラクシー誌がアトランティック・マンスリーに吸収されると、ニューヨークの主要紙『ザ・サン』の論説委員となり、社説を書くようになった。ウィリアムは一時期同紙の共同経営者の1人であった。
1897年9月、ニューヨークに住む少女ヴァージニア・オハンロンは小学校で「サンタクロースはいるのか」について同級生と口論になった。彼女はサンタクロースはいると主張したが、同級生はいないと主張していた。サンタクロースは実在するか家に戻って質問したところ、医師をしていた父、フィリップ・フランシス・オハンロンは『ザ・サン』に投書するよう提案したため、彼女は「サンタクロースはいるのか、教えて欲しい」という手紙を送った。『ザ・サン』に対して送られたこの様々な論争を巻き起こしかねない投書に対して、チャーチは初め当惑したが、9月21日、「この世には、愛や思いやりといった、目には見えないけれども確かに存在するものがある。それと同じように、サンタクロースも確かに存在する」という内容の社説を書いて答えた。"Yes, Virginia, there is a Santa Claus"（そうです、ヴァージニア、サンタクロースはいるのです）という一節のあるこの社説は大きな反響を呼び、以後、『ザ・サン』は毎年クリスマスが近づくとこの社説を掲載したほか、この文章は様々なところで取り上げられ、クリスマスの名文の1つとなった。しかし、当時この社説の筆者は発表されておらず、筆者がフランシスであると明らかになったのは彼の死後のことであった。生前、ヴァージニアとフランシスが出会うこともなかった。
兄のウィリアムはまた、アメリカ大統領ユリシーズ・S・グラントや科学者ジョン・エリクソンの伝記を書いたことでも知られている。
1906年、ニューヨークで死去し、スリーピー・ホロウに埋葬された。